# NGC 83
NGC 83 là một thiên hà hình elip được ước tính cách khoảng 260 triệu năm ánh sáng trong chòm sao Tiên Nữ. Nó được phát hiện bởi John Herschel vào năm 1828 và cường độ rõ ràng của nó là 14,2.